# Paranemastoma longipes
Espèce
Synonymes
- Nemastoma gigas longipes Schenkel, 1947
- Nemastoma tenue Hadži, 1973

Paranemastoma longipes est une espèce d'opilions dyspnois de la famille des Nemastomatidae.

## Distribution
Cette espèce se rencontre en Albanie, en Croatie et en Bosnie-Herzégovine,,.

## Description
Le mâle syntype mesure 5,5 mm et la femelle syntype 6 mm.

## Systématique et taxinomie
Cette espèce a été décrite sous le protonyme Nemastoma gigas longipes par Schenkel en 1947. Elle est élevée au rang d'espèce par Roewer en 1951. Elle est placée dans le genre Paranemastoma par Mitov en 2000.
Nemastoma tenue a été placée en synonymie par Novak en 2004.

## Publication originale
- Schenkel, 1947 : « Einige Mitteilungen über Spinnentiere. » Revue Suisse de Zoologie, vol. 54, no 1, p. 1–16 (texte intégral).